# AXIS (fumetto)
(Slogan promozionale del crossover)
AXIS è un crossover in nove parti pubblicato dalla Marvel Comics fra l'ottobre e il dicembre 2014 con cadenza trimestrale. Sceneggiato da Rick Remender per i disegni di Jim Cheung, Terry Dodson, Adam Kubert e Leinil Francis Yu, la trama s'incentra sull'ascesa al potere dell'Onslaught Rosso, tramite l'inversione dell'asse morale bene/male di supereroi e criminali del MU, deciso a trasmettere il suo odio al mondo intero al fine di instaurare il Reich Eterno e il genocidio dei mutanti.

## Storia Editoriale
Annunciato al C2E2 2014, con il titolo "AXIS" e "Fall 2014" come generica data di pubblicazione, la Marvel ha mantenuto il riserbo sul team creativo coinvolto, sponsorizzando solo lo scrittore Rick Remender, fino al momento della pubblicazione della prima cover raffigurante nella parte superiore alcuni supercriminali del MU (Hobgoblin, Loki, Sabretooth, Onslaught Rosso, Destino e Carnage) a cui si contrappongono a specchio e invertiti diversi supereroi (Tempesta, Thor, Iron Man, Luke Cage, Deadpool e Medusa).
Prologhi al crossover con il sottotitolo di The Road to AXIS, pubblicati il mese precedente il suo inizio, sono le testate Uncanny Avengers di Remender (testi) e Salvador Larroca (disegni), Captain America di Remender e Carlos Pacheco (disegni), Magneto di Cullen Bunn (testi) e Gabriel Hernandez Walta (disegni) e Loki: Agent of Asgard di Al Ewing (testi) e Jorge Coelho (disegni).
Accanto alla storyline principale in cui si svolgerà la maggior parte dell'azione e dell'avanzamento della trama, importanti tie-in si trovano sulle testate regolari Uncanny Avengers di Remender e Daniel Acuña (disegni), Magneto di Bunn e Hernandez Walta, Loki: Agent of Asgard di Ewing con Coelho e Lee Garbett (disegni), Deadpool di Gerry Duggan con Brian Posehn (testi) e Mike Hawthorne (disegni), All-New X-Factor di Peter David (testi) e Carmine Di Giandomenico (testi), Nova di Duggan e David Baldeon (disegni), Inhuman di Charles Soule (testi) e Ryan Stegman (disegni) e Avengers World di Nick Spencer con Frank Barbiere (testi) e Marco Checchetto (disegni).
Altri tie-in da segnalare sono quelli pubblicati sotto forma di miniserie:  AXIS: Hobgoblin di Kevin Shinick (testi) e Javier Rodríguez (disegni), AXIS: Carnage di Rick Spears (testi) e German Peralta (disegni) e AXIS: Revolutions sceneggiato e disegnato da vari autori. Mentre le prime due testate approfondiscono le storyline dei supercriminali da cui prendono il nome, la terza si focalizza su un Vendicatore o un X-Man alle prese con gli effetti della trasmissione d'odio di Onslaught Rosso e l'inversione dell'asse bene/male da lui operato.
Aggiunte speciali al crossover sono l'ultimo numero della testata Wolverine and the X-Men di Frank Tieri (testi) e Jorge Fornes (disegni), un unico numero di Amazing X-Men di Chris Yost (testi) e Carlo Barberi (disegni) e i primi numeri delle nuove testate  Superior Iron Man di Tom Taylor (testi) e Yıldıray Çınar (disegni) e Captain America & The Mighty Avengers di Ewing e Luke Ross (disegni).

## Premesse
Il Teschio Rosso si è impossessato dei poteri delle defunto Charles Xavier, mentre ora Steve Rogers è invecchiato e Sam Wilson è il nuovo Capitan America.

## Marcia per Axis

### Magneto
Magneto si reca a Genosha per fermare i campi di concentramento del Teschio Rosso, ma viene catturato e torturato mentalmente dal Teschio Rosso. Viene liberato dagli Uncanny Avengers (Havok, Rogue e Scarlet, la figlia di Magneto). Per poter lottare al loro fianco, prende una dose di OCM per aumentare i suoi poteri.

### Uncanny Avengers
Havok viene catturato dai T-Men (gli sgherri del Teschio Rosso), mentre Rogue e Scarlet tentano di liberare Wonder Man, intrappolato dentro Rogue, ma anche loro vengono catturate e portate nel campo di concentramento per mutanti con Havok. I loro poteri sono bloccati da dei collari inibitori, ma Rogue usa i poteri di Wonder Man per fuggire. Il gruppo libera Magneto, che uccide il Teschio Rosso, nonostante gli Avengers volessero provare a far sì che Xavier riprendesse il controllo (il Teschio Rosso aveva fuso il suo cervello con quello di Xavier per poter avere i suoi poteri). Mentre litigano, il Teschio Rosso rinasce con l'aspetto di Onslaught.

## Atto Primo:  La Supremazia Rossa

### Domani saremo tutti morti
Mentre i Vendicatori ( Capitan America, Thor, Iron Man, Visione, Doc Green, Occhio di Falco, Vedova Nera, Wasp e Sole Ardente) affrontano Plantman, iniziano a litigare tra loro. Iron Man, che non subisce l'effetto di questo improvviso litigio sconfigge Plantman e riappacifica i Vendicatori. L'onda d'odio è opera di Onslaught Rosso, che sta affrontando gli Uncanny Avengers (Havok, Scarlet, Rogue) e Magneto a Genosha. Magneto libera Quentin Quire, Ciclope e Evan. Quest'ultimo riappacifica Ciclope e Havok, ma viene gravemente ferito da Ahab, un ibrido tra uomo e sentinella. In soccorso del gruppo arrivano i Vendicatori (Quelli apparsi all'inizio, con Cannonball, Sunspot, Dottor Strange, Luke Cage e Hyperion) e gli X-Men (Tempesta, Colosso, Nightcrawler, Bestia, Psylocke, Uomo Ghiaccio, Angelo, Kitty Pride e Jean Grey del passato) assieme ad altri eroi (Iron Fist, Medusa, She-Hulk, Nova e la Donna Invisibile).
Allora Onslaught attiva due sentinelle costruite da Iron Man, sotto il suo controllo mentale.

### Tema per una scena di disperazione
Le sentinelle catturano la maggior parte degli eroi. Scarlet e il Dottor Strange tentano un incantesimo per far sì che Xavier prenda il controllo del corpo di Onslaught, ma vengono catturati anche loro, mentre Magneto fugge. Iron Man rischia di essere ucciso, ma viene salvato da Nightcrawler. Quest'ultimo, fugge con Iron Man ed altri eroi che non sono stati catturati (Medusa, la Donna Invisibile, Wasp, Ciclope, Havok, Colosso) mentre Quentin blocca la sua telepatia e protegge Evan (ancora in stato catatonico a causa di Ahab). Il gruppo viene presto sconfitto, con Iron Man in pericolo per la sua vita, quando sulla scena giunge Magneto, accompagnato da vari criminali (Mystica, Sabretooth, Carnage, Uomo Assorbente, Hobgoblin, Dottor Destino, Loki, Amora l'Incantatrice, Jack Lanterna e Deadpool).

### Buone notizie per le persone cattive
Il gruppo di Magneto riesce a distruggere le sentinelle (create per sconfiggere gli eroi, non i criminali) e attacca Onslaught. Questi è indebolito da Quentin, ma riesce a liberarsi del giovane mutante. Magneto libera Scarlet e il Dottor Strange per ritentare l'incantesimo, ma Strange viene sconfitto da Onslaught, entrato nella mente dei criminali. Sembra tutto perduto, ma il Dottor Destino aiuta Scarlet a completare l'incantesimo, mentre vengono difesi da Magneto, Deadpool, Iron Man (a cui Deadpool ha ricaricato l'armatura) ed Evan, che si è ripreso. L'incantesimo ha successo, ma Evan è ritornato nelle vesti di Apocalisse, mentre X-Men e Vendicatori litigano per il Teschio Rosso: i primi vorrebbero verificare se il nemico è tornato ad essere Xavier, mentre i secondi preferisco tenerlo prigioniero. Alla fine i Vendicatori prendono in custodia il Teschio Rosso/Xavier, mentre Havok torna con gli X-Men.

## Atto secondo: Inversione

### Bestie Alterate
Capitan America e Hulk vengono convocati dallo S.H.I.E.L.D., interessato a prendere in custodia il Teschio Rosso, ma Capitan America reagisce molto violentemente. Questo non è l'unico comportamento strano, dato che Carnage è diventato un eroe.
Iron Man si è trasferito a San Francisco e ha donato agli abitanti Extremis 3.0, una app che migliora le persone.
Gli X-Men si sono ormai riuniti sotto il comando di Apocalisse, insieme a Quentin.
Capitan America e gli altri Vendicatori (Wasp, Scarlet, Medusa, Luke Cage e Thor) decidono di uccidere il Teschio Rosso per eliminare il rischio che torni come prima, ma Jarvis e Doc Green (ora nuovamente in forma di Hulk) tentano di fermarli. Nello scontro Hulk rivela una nuova forma, e si trasforma nel crudele Kluh, che abbandona lo scontro. A questo punto, i Vendicatori stanno per uccidere Teschio Rosso, ma scoprono che è fuggito.

### Qualcosa è Andato Storto
I Vendicatori malvagi convocano i loro alleati: i Vendicatori non-malvagi (Visione, Cannonball, Sunspot, Donna Ragno, Vedova Nera, Starbrand, Hyperyon), i Fantastici Quattro e altri eroi come Wiccan, Hulkling, Pantera Nera, Tigra, Bestia, She-Hulk, Power Man, Uomo Ragno e Nova e poi li tradiscono, rimpicciolendoli con le particelle Pym estratte da Wasp, ridotta in stato catatonico. L'Uomo Ragno riesce a fuggire con Nova e raggiunge Magneto, Steve Rogers e Nomad: loro gli rivelano che Scarlet e Destino hanno invertito le personalità di eroi e criminali lì presenti, mostrando inoltre che Kluh sta portando devastazione in giro per l'America. Nova corre a fermarlo, mentre gli X-Men attaccano la Torre dei Vendicatori, dove Capitan America è rimasto da solo, rapiscono Wasp, pestano il Capitano e lo informano che stanno sbattendo fuori ogni umano da Manhattan.

### Destati Come Noi
Dopo l'evacuazione di Manhattan, Mystica (che, a causa dell'inversione, ora vuole la convivenza pacifica tra umani e mutanti) chiede udienza agli X-Men per tentare di farli ragionare, ma viene attaccata da Nightcrawler (suo figlio biologico) e Rogue (la sua figlia adottiva). Viene salvata da Sabretooth, intrufolatosi nella Torre degli X-Men per scoprire i loro piani.
A San Francisco Devil tenta invano di fermare Iron Man: Stark ha aumentato il prezzo di Extremis, portando i cittadini a compiere atti criminali per permettersi l'app.
A Las Vegas Thor ha derubato un casinò e Loki tenta di fermarlo. Thor lo sconfigge, ma Loki viene salvato da Spider-Man che lo conduce dove lui, Nomad e Steve Rogers hanno radunato tutti i criminali invertiti per fermare gli X-Men, i quali hanno costruito una bomba letale per tutti gli umani.

## Tie-In

### Avengers World
Il Dottor Destino decide di trasformare Latveria in una monarchia, ma intende anche catturare Scarlet, divenuta malvagia a causa dell'inversione, per poter incanalare la sua magia e rimediare alle cose cattive che Destino ha fatto. Per questo scopo, invia la sua figlia adottiva Valeria (figlia di Mr Fantastic e della Donna Invisibile) a reclutare una nuova squadra di Vendicatori, composta da Elsa Bloodstone, U.S. Agent, Valchiria, 3-D Man e Stringray. Il gruppo tenta di fermare una Scarlet furiosa sotto la guida di Valeria e affiancati dall'agente dello S.H.I.E.L.D. Phil Coulson. Destino riesce a incanalare solo parte della magia di Scarlet e può realizzare un solo incantesimo. A causa dell'inversione, decide di resuscitare Cassie Lang, da lui uccisa tempo prima.

### AXIS: Carnage
A causa dell'inversione, Carnage vuole diventare un eroe, ma non riesce ad abbandonare le abitudini violente, non conoscendo le "regole" dei buoni. Dopo aver salvato la giornalista Alice dal Mangiapeccati (un criminale che sta uccidendo i giornalisti, per poi assorbire i loro peccati e renderli degni di andare in paradiso), decide di farsi aiutare da lei per diventare un eroe.
Alice decide di sfruttare l'occasione per poter diventare famosa e in un video mostra al mondo una confessione di Carnage in cui afferma di aver ucciso più gente di quanta riesca a contarne. Carnage tenta nuovamente di essere un eroe, ma commette diversi errori e viene inseguito dalla polizia. Alice viene rapita dal Mangiapeccati e Carnage viene colpito da due missili dell'esercito.
Nonostante ciò riesce a rigenerarsi e corre da Alice. Il Mangiapeccati assorbe i peccati di Carnage, sono troppi e lo fanno esplodere. Carnage ora è felice di essere stato assolto dai suoi crimini, ma Alice tenta di farlo uccidere dalla polizia. Carnage però crede che lo faccia per evitare che possano innamorarsi e costruire una famiglia, potenzialmente in pericolo per il suo ruolo di eroe. Carnage decide che, per essere un eroe, dovrà rimanere da solo.

### AXIS: Hobgoblin
Hobgoblin è diventato un eroe per effetto dell'inversione. Divenuto il nuovo difensore di New York, decide di sfruttare l'occasione per diventare ricco, girando spot televisivi e scrivendo libri per insegnare ad altre persone a diventare eroi. Alcuni di questi si uniscono a lui.
Phil Urich, salito ai vertici della Nazione dei Goblin e diventato il Re dei Goblin, vuole rintracciarlo per poterlo uccidere. Chiede aiuto a Lilly Hollister la quale, un tempo sua alleata, ora è senza memoria e si è unita a Hobgoblin. Missle Mate, eroe al soldo di Hobgoblin, vuole tradire il suo capo e decide di portare al Re dei Goblin tutti i criminali che un tempo erano al servizio di Hobgoblin e che lui ha abbandonato.
Nello scontro finale tra gli eroi di Hobgoblin e il Re dei Goblin, quest'ultimo viene ucciso. Mentre Lilly diventa il capo degli eroi, Hobgoblin viene reclutato da Steve Rogers negli Avengers.

### Capitan America & i Potenti Vendicatori
Sam Wilson è il nuovo Capitan America, ma a causa dell'inversione e diventato un violento vigilante. Spider-Man va alla base dei potenti Vendicatori (Luke Cage, Blue Marvel, Spectrum, Power Men, Tigre Bianca, She-Hulk e Kaluu) per scusarsi delle azioni commesse quando era posseduto dal dottor Octupus, ma viene cacciato malamente da Luke Cage, anche lui vittima dell'inversione.
Luke in seguito decide di entrare negli Axis (i Vendicatori invertiti, tra cui Cap, Scarlet, Iron Man, Wasp, Medusa e Thor) che affrontano i Potenti Vendicatori, a cui si è unito Spider-Man. Alla fine gli Axis si arrendono, fingendo di essere stati ingannati da un criminale.

### Magneto
Magneto fugge dalla battaglia a Genosha, poiché teme di non essere all'altezza di Onslaught e crede che tutto ciò che ha fatto per i mutanti sia stato inutile. Brian, la sua assistente, gli mostra sia i crimini orrendi che ha commesso in nome dei mutanti, sia un video in cui una bambina dice di essere felice che al mondo ci sia gente come Magneto, capace di fare cose orribili per un bene superiore. Magneto decide allora di reclutare vari criminali per sconfiggere Onslaught. A Genosha libera Scarlet, la quale inverte la personalità di Onslaught per far sì che Xavier abbia il controllo. Dopo la battaglia ha una visione di Xavier che gli chiede di liberare i mutanti imprigionati sull'Isola e di guidarli.

### Superior Iron Man
Iron Man si trasferisce a San Francisco per donare ai suoi abitanti Extremis 3.0, un'app gratuita che rende le persone più belle, per poi metterla a 99,99$. Gli abitanti, una volta dipendenti da Extremis, cominciano a tentare furti per potersela permettere. Devil decide che la situazione è insostenibile e rapisce Tony, il quale si libera grazie alla sua nuova armatura. Dopo aver sconfitto Devil, questi si risveglia e scopre di essere guarito dalla cecità. Tony quindi gli offre un'alleanza in cambio di trattamenti regolari che gli garantiranno la vista, ma Devil rifiuta.

## Pubblicazione
- Capitoli 1-2
  - Avengers & X-Men: AXIS n. 1-2 (ottobre 2014, in USA)
  - Marvel Miniserie n. 157 (maggio 2015, in Italia)
- Capitoli 3-4
  - Avengers & X-Men: AXIS n. 3-4 (ottobre-novembre 2014, in USA)
  - Marvel Miniserie n. 158 (giugno 2015, in Italia)
- Capitoli 5-6-7
  - Avengers & X-Men: AXIS n. 5-6-7 (novembre-dicembre 2014, in USA)
  - Marvel Miniserie n. 159 (luglio 2015, in Italia)
- Capitoli 8-9
  - Avengers & X-Men: AXIS n. 8-9 (dicembre 2014, in USA)
  - Marvel Miniserie n. 160 (agosto 2015, in Italia)

### Tie-in
- Settembre 2014
  - Captain America n. 24
  - Magneto n. 9
  - Uncanny Avengers n. 24
  - Magneto n. 10
  - Loki: Agent of Asgard n. 6
- Ottobre 2014
  - Uncanny Avengers n. 25
  - Magneto n. 11
  - Loki: Agent of Asgard n. 7
  - AXIS: Hobgoblin n. 1
  - All-New X-Factor n. 15
  - Deadpool n. 36
  - AXIS: Carnage n. 1
  - AXIS: Revolutions n. 1
- Novembre 2014
  - All-New X-Factor n. 16
  - AXIS: Hobgoblin n. 2
  - Captain America & The Mighty Avengers n. 1
  - Captain America & The Mighty Avengers n. 2
  - Nova n. 23
  - Superior Iron Man n. 1
  - Avengers World n. 15
  - Deadpool n. 37
  - AXIS: Revolutions n. 2
  - AXIS: Carnage n. 2
  - Magneto n. 12
  - Loki: Agent of Asgard n. 8
  - Wolverine & The X-Men n. 12
  - Nova n. 24
- Dicembre 2014
  - AXIS: Revolutions n. 3
  - All-New X-Factor n. 17
  - Deadpool n. 38
  - Inhuman n. 9
  - AXIS: Carnage n. 3
  - Amazing X-Men n. 14
  - Avengers World n. 16
  - AXIS: Revolutions n. 4
  - AXIS: Hobgoblin n. 3
  - Loki: Agent of Asgard n. 9
  - All-New X-Factor n. 18
  - Inhuman n. 10
  - Deadpool  n. 38
  - Nova n. 25
  - Captain America & The Mighty Avengers n. 3